# Kabbadion

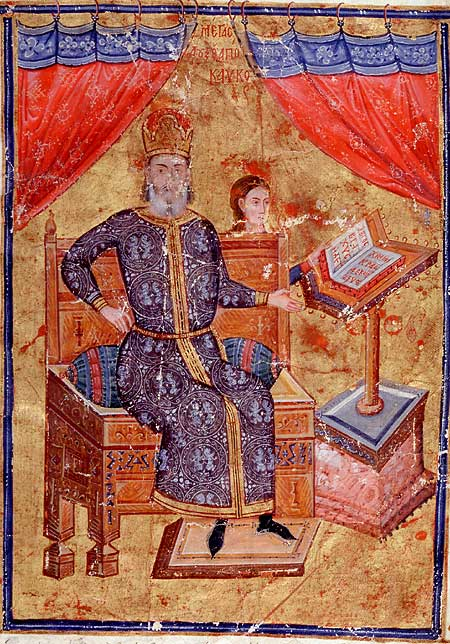
Il Megaduca Alessio Apocauco nelle vesti del suo ufficio, tra cui un kabbadion blu riccamente decorato

Il kabbadion (in greco καββάδιον?) era un indumento simile a un caffettano di origine orientale che divenne un elemento standard del costume di corte negli ultimi secoli dell'impero bizantino.
Il primo riferimento noto al kabbadion si trova nel Klētorologion dell'899, dove viene citato come abito dei membri barbari (ethnikoi) della guardia del corpo dell'imperatore, gli Hetaireia. Ricompare a metà del XIV secolo nel De officialibus palatii C.politani et de officiis magnae ecclesiae di Pseudo-Codino come abito cerimoniale standard per quasi tutti i membri della corte. Codino lo descrive come un indumento "assiro" adottato dai persiani, indicando chiaramente una provenienza dal mondo islamico. È quindi solitamente equiparato alla lunga tunica a maniche intere, simile a un caftano, indossata da vari funzionari bizantini nelle raffigurazioni del XIII-XV secolo. Si chiudeva sul davanti e veniva indossata con una cintura. Il colore e la decorazione erano determinati dal rango, come descritto da Codino; di solito era riccamente decorata con ricami d'oro sul colletto e sui bordi delle maniche e dell'orlo, e poteva essere ornata di perle.